# Micromys praeminutus
Espèce
Micromys praeminutus est une espèce fossile de rongeurs myomorphes de la famille des Muridae.

## Distribution et époque
Ce proche parent du Rat des moissons actuel (Micromys minutus) a été découvert en Allemagne, en Espagne, en France, en Hongrie, aux Pays-Bas, en Pologne, en Roumanie, en Russie, en Slovaquie et en Ukraine. Il vivait à l'époque du Pliocène jusqu'au Pléistocène.

## Taxinomie
Cette espèce a été décrite pour la première fois en 1959 par le paléontologue hongrois Miklós Kretzoi (1907-2005).

## Protologue
- [PDF] (de) Miklós Kretzoi, « Insectivoren, Nagetiere und Lagomorphen der jüngstpliozänen Fauna von Csarnota im Villanyer Gebirge (Südungarn) », Vertebrata Hungarica, Budapest, vol. 1, no 2,‎ 1959, p. 237-246 (lire en ligne, consulté le 20 janvier 2014).